# Суперкубок Туркменістану з футболу 2012
Суперкубок Туркменістану з футболу 2012  — 7-й розіграш турніру. Матч відбувся 4 квітня 2012 року між чемпіоном Туркменістану клубом Балкан та володарем кубка Туркменістану клубом МТТУ.
| Володар Суперкубка Туркменістану 2012 |
| ------------------------------------- |
|                                       |
| Балкан Третій титул                   |

## Матч

### Деталі
| 4 квітня 2012 |

| Балкан          | 2:1 дч | МТТУ          |
| --------------- | ------ | ------------- |
| Чонкаєв 10' 95' |        | Шамурадов 89' |

| Місцевий стадіон, Абадан Арбітр: Чаримурад Курбанов |